# 台湾绿锯藓
台湾绿锯藓（学名：Duthiella formosana）为薄罗藓科绿锯藓属下的一个种。其种加词“formosana”意为“台湾的”。